# Cedrillas
Cedrillas is een gemeente in de Spaanse provincie Teruel in de regio Aragón met een oppervlakte van 73,57 km². Cedrillas telt 619 inwoners (1 januari 2016).